# Buddhapálita
Buddhapálita (szanszkrit: बुद्धपलित, 470–550) középkori indiai buddhista tudós, kommentátor, aki Nágárdzsuna és Árjadéva műveihez készített szövegmagyarázatai révén vált ismertté. Műveivel szemben enyhe kritikát fogalmazott meg kortársa, Bháviveka, majd erőteljes védelembe vette Csandrakírti, aki a két tudós közötti különbségtételével indította útjára a madhjamaka iskola prászangika és a szvátantrika aliskoláit. Ebben az értelemben Buddhapálita volt a prászangika alapítója.

## Jelentősége
Buddhapálita életéről keveset lehet tudni bizonyosan. Úgy tartják róla, hogy a dél-indiai Hamszakridában született. Fiatal korától kezdve komoly érdeklődést mutatott Buddha tanításai iránt. Papnövendék, majd szerzetes lett belőle a Nalanda kolostorban, ahol Szangharakszitától tanult, Nagamitra tanítványától. Buddhapálita gyorsan elsajátította Nágárdzsuna tanításait, és a dél-indiai Dantapuri kolostorban több szövegmagyarázatot készített Nágárdzsuna és Árjadéva műveihez.
A 6. században Buddhapálita kommentárokat készített Buddhapálitavrtti címen Nágárdzsuna Alapvető bölcsesség (Múlasásztra] című művéhez. Ezt követően Bháviveka szintén kommentárokat írt Nágárdzsuna Pradzsnyápradipa (A bölcsesség lámpása) című művéhez, amelyben kritizálta Buddhapálita nézőpontját.
Bháviveka szerint konzekvenciákat állítani nem elegendő. Az üresség érvényes koncepciójához önállóan megalapozott szillogizmusra van szükség. Csandrakírti (7. század) a Nalanda apátja, a madhjamaka kiválósága Prasannpada (Tiszta szavak) címmel írt szövegmagyarázatot az Alapvető bölcsesség című műhöz Buddhapálita művére alapozva. Csandrakírti megvédi Buddhapálita nézőpontját és elveti Bháviveka önálló szillogizmusról szóló okfejtését.